# Vormsi
Vormsi (njem. Worms, švedski: Ormsö) je estonski otok u Baltičkom moru. Površina otoka je 92 km², nalazi se između drugog po veličini estonskog otoka Hiiumaa i estonskog kopna. Prema podacima iz 2011. godine na njemu živi 415 stanovnika, dok je prosječna gustoća naseljenosti 4,5 stan./km². Od 13. stoljeća do 1944. na otoku su živjeli Estonski Šveđani, čiji je broj prije 2. svj. rata dosegao broj od 3000. Tijekom rata su svi stanovnici otoka izbjegli u Švedsku.
Administrativno pripada istomenoj općini Vormsi i okrugu Lääne. 

## Vanjske poveznice
|  | Zajednički poslužitelj ima još gradiva o temi Vormsi |

- Informacije o otoku